# 우치나다정
우치나다정(일본어: 内灘町 우치나다마치[*])은 일본 이시카와현 중서부에 있는 가호쿠군의 정이다. 우치나다 사구로 알려져 있다.

## 지리
서쪽으로 동해, 남쪽으로 가나자와시, 동쪽으로 쓰바타정, 북쪽으로 가호쿠시에 둘러싸여 있다. 정역의 대부분이 사구이며 가호쿠가타, 오노강 등이 있다. 동해 쪽은 방풍을 위해 소나무와 아까시나무가 심어져 있다. 해안은 여름에 가나자와에서 찾아오는 해수욕객으로 활기찬다.
동서 거리 2.9km, 남북 거리 9.0km에 걸쳐 있다. 최고 해발고도는 58.51m이다.

## 역사
제2차 세계 대전 이전에는 원양 어업이 번성했으며, 전후 1952년부터 사구지의 대부분이 미군에 접수되어 미군 포탄 시범사격장이 건설되었다. 여기서 반기지 운동의 선구가 되는 우치나다 투쟁이 일어났다. 1957년에 미군은 철수했고, 이때부터 시범사격장의 보상 사업으로 공공 시설과 도로가 건설되었다.
사구가 개간되어 가호쿠가타가 간척되었고 현재는 가나자와 근교의 주택지를 형성하고 있다.
- 1889년 4월 1일 - 정촌제 시행으로 우치나다촌이 성립하였다.
- 1962년 1월 1일 - 정으로 승격해 우치나다정으로 개칭하였다.

## 교통

### 철도
- 호쿠리쿠 철도 아사노가와선